# Muzeum Przyrodnicze „Koniec Świata” w Dzierdziówce
Muzeum Przyrodnicze Koniec Świata powstało w grudniu 2007 roku w miejscowości Dzierdziówka pod Sandomierzem z inicjatywy Sebastiana Sobowca. Aktualnie mieści się w budynku po dawnej szkole.
Muzeum często organizuje imprezy kameralne, których terminy wyznaczają naturalne rytmy przyrody dlatego bywalcy muzeum bywają zapraszani na Wieczór Czarnej Topoli (z rzeźbiarzem), Dzień Wawrzynka Wilczełyko (w okresie jego kwitnienia), Dzień Pierwszego Skowronka.
Stale udostępnione są zbiory w postaci fotografii i zbiorów przyrodniczych: pióra rzadkich ptaków, skamieniałe drewno. Okresowo można w muzeum zobaczyć dzikie zwierzęta niepodlegające ochronie, którym uratowano życie np. wyławiając ryby z wysychającej sadzawki lub przyjmując niewielkie zwierzęta po wypadkach samochodowych. Najczęściej są to ryby, gryzonie i owady. Zwierzęta te są później uwalniane.